# Seven Summits

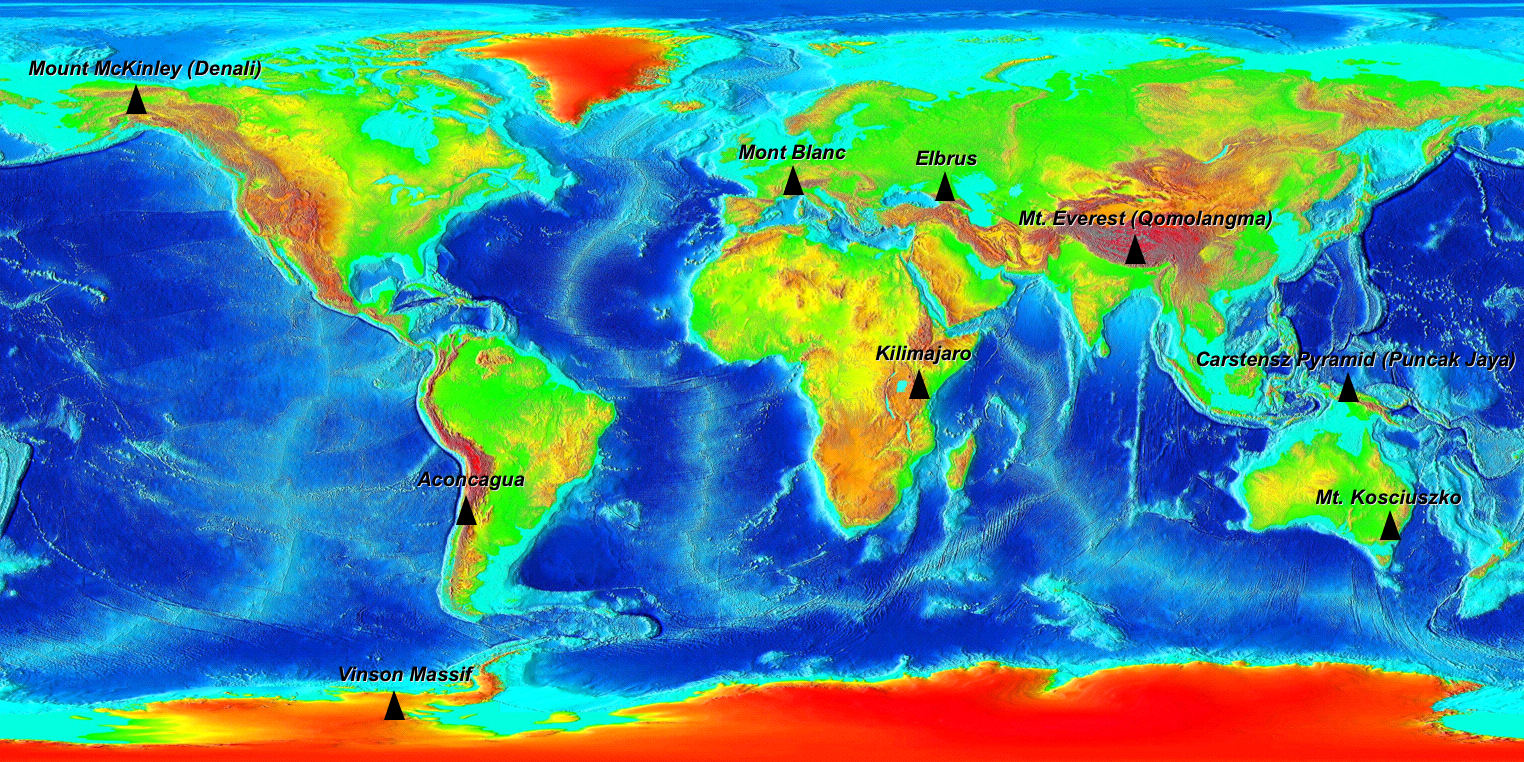
Le cime più alte per ogni continente, secondo i vari criteri descritti nel testo.

Con la locuzione inglese Seven Summits ([ˈsɛvən ˈsʌmɪts]), o in italiano Sette vette, sono indicate le montagne più alte di ciascun continente della Terra. Si considera a tal fine l'America divisa in due continenti, secondo l'uso dei paesi di cultura inglese, cinese e russa; secondo l'uso italiano, dell'Europa occidentale e dell'America Latina, invece, l'America è un unico continente e dunque le vette più alte di ciascun continente sarebbero sei, escludendo il Monte McKinley, in America del Nord, più basso dell'Aconcagua, in America del Sud.
Nonostante ciò, è invalso l'uso, in tutti i paesi, di parlare di "Sette vette", dato che l'espressione entrò nel linguaggio dell'alpinismo da quando lo statunitense Richard Bass, nel 1985, seguendo il criterio anglosassone, scalò il Monte McKinley, l'Aconcagua, l'Elbrus, il Monte Kosciuszko, il Monte Vinson, il Kilimangiaro ed infine l'Everest. Da allora, scalare tutte le Sette vette, che non sempre però coincidono con quelle scalate da Bass, è considerato un importante traguardo alpinistico. Due delle Sette vette, Kilimangiaro e Elbrus, sono anche vulcani, sia pur inattivi.

## Descrizione

### Controversie

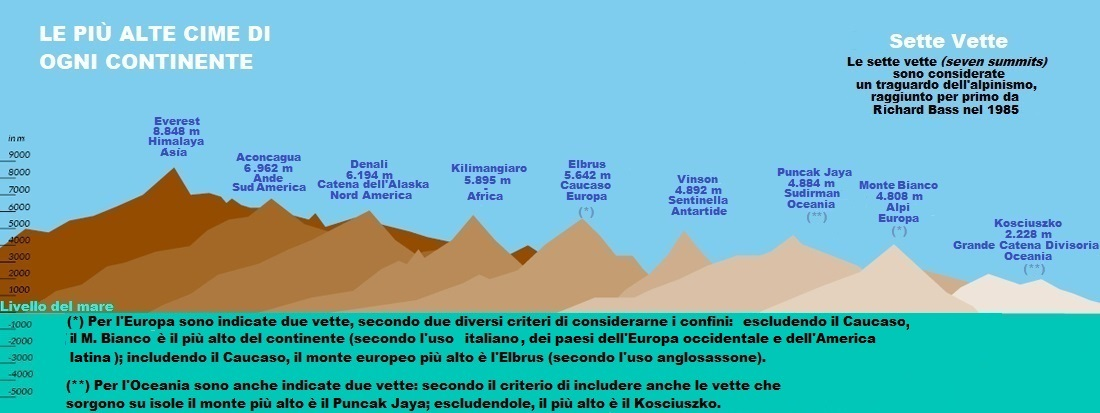
Rappresentazione delle sette cime più elevate per continente

Non c'è unità di vedute sulle montagne che si devono inserire nella lista di quelle più alte di ogni continente, per tre motivi principali:
- le diverse convenzioni sul confine tra Europa ed Asia: Urali e depressione del Kuma-Manyč oppure Urali e Caucaso?
- il diverso modo di considerare l'America: un continente unico oppure unione di due continenti, ossia l'America Settentrionale e l'America Meridionale?
- le diverse opinioni sulle montagne situate su isole: prenderle in considerazione oppure no?

Europa
Ci sono diversi criteri sociali, politici e geografici su come determinare la vetta d'Europa, ma in sostanza sono due le montagne prese in considerazione:
- Secondo il criterio seguito in molti paesi, compresa l'Italia, la cima più alta del continente è il Monte Bianco (4.805 metri), in quanto i territori del Caucaso, dove sorgono monti più alti, non vengono considerati parte dell'Europa[10][11].

- Nel caso in cui invece i territori caucasici siano considerati europei, ossia secondo il criterio seguito da molti testi anglosassoni[12], il monte europeo più alto risulterebbe essere l'Elbrus (5.642 metri).[13]

Oceania
L'Oceania è, dopo l'Europa, l'unico continente ad avere delle controversie per determinare la vetta più alta del continente oceanico, in quanto:
- Il monte più alto dell'Oceania è il Puncak Jaya (4.884 m), in Occidente chiamato spesso Monte Carsztens[14], situato nell'isola di Nuova Guinea, su un territorio appartenente politicamente all'Indonesia, che è un paese transcontinentale situato tra Asia ed Oceania. L'Oceania è l'unico continente ad avere la vetta più alta posta su un'isola e non sulla terraferma.[15]
- Secondo alcuni punti di vista minoritari, dovrebbe invece prevalere un punto di vista legato ai confini politici; il titolo di vetta oceaniana più alta spetterebbe in questo modo al Monte Wilhelm, in Papua Nuova Guinea, (4.509 metri), che appartiene a una nazione il cui territorio ricade interamente in Oceania; il Puncak Jaya verrebbe scartato perché sorge in territorio indonesiano.
- Il fatto che il Puncak Jaya (o il Wilhelm), sorgano su un'isola è ininfluente dal punto di vista geografico, ma non tutti gli alpinisti seguono il criterio geografico puro. Alcuni scalatori, infatti, al fine di stilare la propria lista delle Sette Vette, prendono in considerazione solo quelle poste sulla terraferma continentale. Secondo questo modo di vedere, la più alta vetta dell'Oceania sarebbe il Monte Kosciuszko (2.228 metri), che essendo situato in Australia, sorge sulla terraferma[13]. Si noti che, per giungere sulla cima del Kosciuszko, è sufficiente una semplice escursione alpinistica e non una vera scalata. Dal punto di vista alpinistico, sono il Kosciuszko ed il Puncak Jaya a concorrere per far parte della lista delle Sette Vette[13]

America
- Nella letteratura geografica italiana e di altri paesi, ed anche secondo il criterio seguito dalle Nazioni Unite nel Geoschema[16], l'America è considerata un unico continente, costituito da una parte settentrionale (America del Nord), da una centrale (America Centrale) e da una meridionale (America del Sud); secondo questo modo di vedere, quindi, i continenti sono sei e sono sei le vette più alte di ciascuno di essi. Considerando l'America un unico continente, il Monte McKinley (il più alto dell'America del Nord) non comparirebbe nell'elenco delle Sette Vette, dato che l'Aconcagua (in America del Sud) lo supera in altezza ed è quindi il monte più alto del continente americano[17].
- Nei paesi di cultura inglese, russa e cinese, invece, l'America è considerato un supercontinente costituito da due continenti: l'America del Nord (che comprende anche l'America Centrale) e l'America del Sud; secondo questa visione, i continenti sono sette e sette sono le vette più alte di ciascuno di essi. Dato che l'idea di raggiungere le vette più alte di ciascun continente deriva dallo statunitense Richard Bass, che seguiva, naturalmente, il modo di vedere anglosassone, è ormai invalso l'uso, in tutti i paesi, di considerare la scalata delle Sette vette un importante traguardo alpinistico.

### Tabella delle vette più alte di ogni continente secondo i vari criteri
| Continente | Continente             | Vetta            | Foto | Altezza | Catena                                                                                             | Stato                                               | Autore prima ascensione                                         | Data prima ascensione                   |
| ---------- | ---------------------- | ---------------- | ---- | ------- | -------------------------------------------------------------------------------------------------- | --------------------------------------------------- | --------------------------------------------------------------- | --------------------------------------- |
| Africa     | Africa                 | Kilimangiaro     |      | 5.895 m | Il Kilimangiaro è un monte che si erge isolato nella pianura e non fa parte di una catena montuosa | Tanzania                                            | Ludwig Purtscheller, Hans Meyer                                 | 6 ottobre 1889                          |
| America    | America settentrionale | Monte McKinley   |      | 6.190 m | Catena dell'Alaska                                                                                 | Alaska (Stati Uniti d'America)                      | Hudson Stuck, H.Karstens, W. Harper, R. Tatum                   | 7 giugno 1913                           |
| America    | America meridionale    | Aconcagua        |      | 6.962 m | Ande                                                                                               | Argentina                                           | Matthias Zurbriggen                                             | 14 gennaio 1897                         |
| Antartide  | Antartide              | Monte Vinson     |      | 4.892 m | Sentinella (Monti Ellsworth)                                                                       | L'Antartide è un continente non suddiviso in stati. | Nicholas B. Clinch                                              | 17 dicembre 1966                        |
| Asia       | Asia                   | Everest          |      | 8.848 m | Himalaya                                                                                           | Tibet (Cina), Nepal                                 | Edmund Hillary, Tenzing Norgay                                  | 29 maggio 1953                          |
| Europa     | Europa                 | Monte Bianco     |      | 4.810 m | Alpi                                                                                               | Italia, Francia                                     | Jacques Balmat, Michel Gabriel Paccard                          | 8 agosto 1786                           |
| Europa     | Europa                 | Elbrus           |      | 5.642 m | Catena del Caucaso                                                                                 | Russia                                              | cima est Khilar Khachirov cima ovest Florence Crauford Grove    | cima est 22 luglio 1829 cima ovest 1874 |
| Oceania    | Oceania                | Puncak Jaya      |      | 4.884 m | Sudirman                                                                                           | Indonesia                                           | Heinrich Harrer, Philip Temple, Russel Kippax e Albert Huizenga | 13 febbraio 1962                        |
| Oceania    | Oceania                | Monte Kosciuszko |      | 2.228 m | Grande Catena Divisoria                                                                            | Australia                                           | Paweł Edmund Strzelecki                                         | 15 febbraio 1840                        |

## Storia alpinistica

### Varie liste delle Sette vette
|                                                  | Liste dei precursori (solo cinque vette ) | Lista "Elbrus - Kosciuszko" | Lista "Elbrus - Puncak Jaya" | Lista "M. Bianco - Puncak Jaya" |
| ------------------------------------------------ | ----------------------------------------- | --------------------------- | ---------------------------- | ------------------------------- |
| Europa                                           | Monte Bianco                              | Elbrus                      | Elbrus                       | Monte Bianco                    |
| Africa                                           | Kilimangiaro                              | Kilimangiaro                | Kilimangiaro                 | Kilimangiaro                    |
| Asia                                             | Everest (lista di Naomi Uemura)           | Everest                     | Everest                      | Everest                         |
| America del Nord                                 | Monte McKinley                            | Monte McKinley              | Monte McKinley               | Monte McKinley                  |
| America del Sud                                  | Aconcagua                                 | Aconcagua                   | Aconcagua                    | Aconcagua                       |
| Oceania                                          | Kosciuszko (lista di William D. Hackett)  | Kosciuszko                  | Puncak Jaya                  | Puncak Jaya                     |
| Antartide                                        | -                                         | Vinson                      | Vinson                       | Vinson                          |
| Primo alpinista ad aver scalato tutta la serie   | -                                         | Richard Daniel Bass         | Patrick Morrow               | Reinhold Messner                |
| Secondo alpinista ad aver scalato tutta la serie | -                                         | Gerald Roach                | Reinhold Messner             | Gerhard Schmatz                 |

### Precursori
Precursore dei moderni scalatori delle Sette vette fu lo statunitense William D. Hackett (1918–1999), che nel 1956 raggiunse le vette più alte di cinque continenti, scalando il Monte McKinley (1947), l'Aconcagua (1949), il Kilimangiaro (1950), il Kosciuszko (1956) e il Monte Bianco (1956).
Nel 1970, l'alpinista ed esploratore giapponese Naomi Uemura (1941-1984) fu la prima persona a raggiungere cinque delle Sette vette, comprendendo tra queste l'Everest. Ha scalato il Monte Bianco (1966), il Kilimangiaro (1966), l'Aconcagua (1968), l'Everest (in solitaria, 1970) e il Monte McKinley (in solitaria, nel 1970). Dopo il primo viaggio in solitaria al Polo Nord (1978), progettò di andare da solo in Antartide per scalare il Monte Vinson. In procinto di partire per l'Antartide, ha fatto una salita invernale solitaria del Monte McKinley (1984) e durante la discesa è scomparso in una tempesta.

### Richard Bass
Richard Bass, un uomo d'affari statunitense con la passione per l'alpinismo, fu il primo a pensare di scalare le sette montagne più alte per ogni continente e completò l'impresa scalando l'Everest il 30 aprile 1985:
- gennaio 1983: Aconcagua (America del Sud);
- luglio 1983: Monte McKinley (America del Nord);
- settembre 1983: Kilimangiaro (Africa);
- settembre 1983: Elbrus (Europa);
- novembre 1983: Vinson (Antartide);
- dicembre 1983: Kosciuszko (Oceania);
- aprile 1985: Everest (Asia).

### Dopo Richard Bass

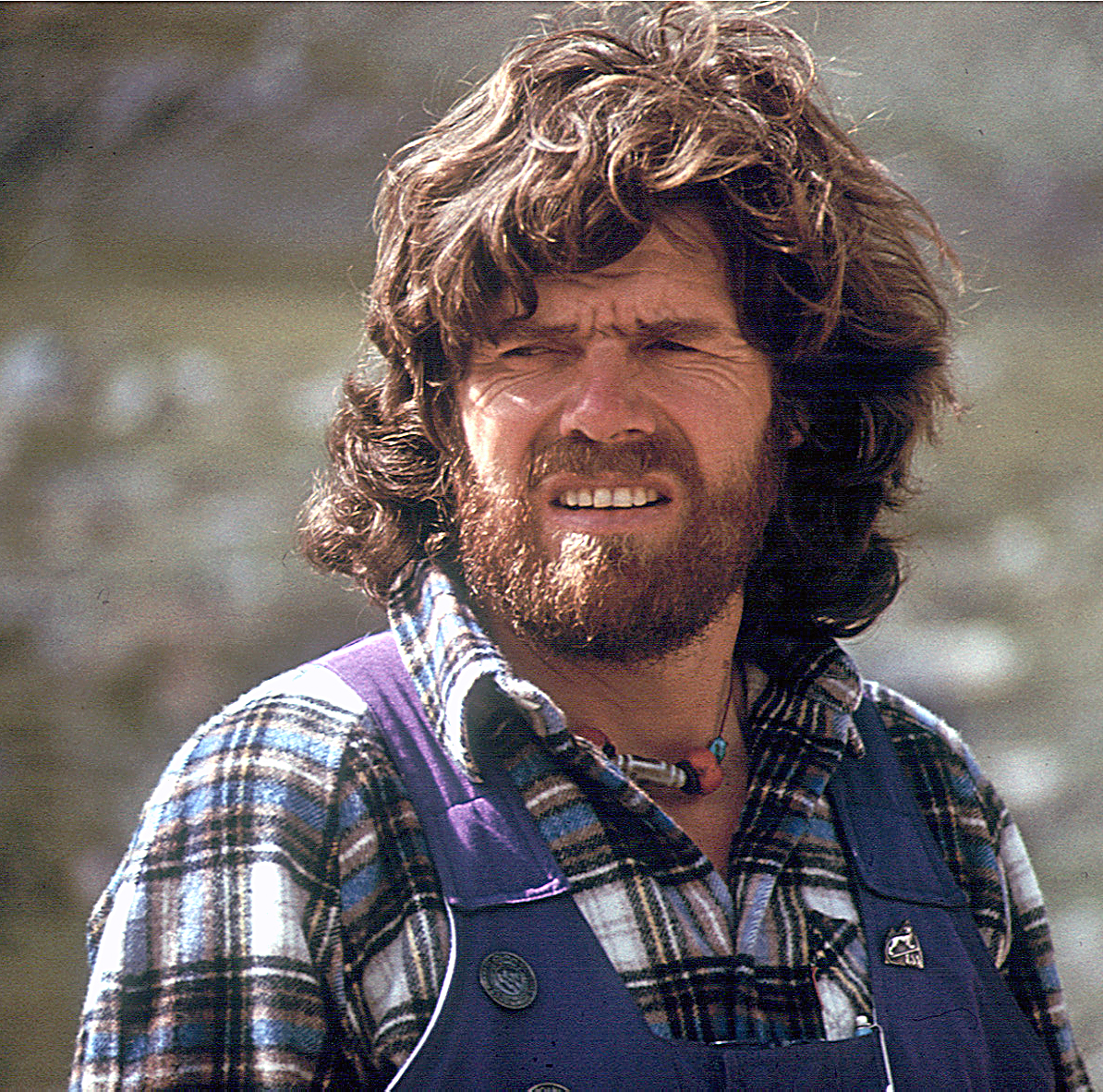
Reinhold Messner

Nel 1985, pochi mesi dopo Bass, lo statunitense Gerard Roach ripeté l'impresa, scegliendo sempre per l'Europa l'Elbrus e per l'Oceania il Kosciuszko.
Nel 1986 Reinhold Messner propose un altro elenco (detto "lista Messner") sostituendo il monte Kosciuszko con il Puncak Jaya, (4.884 m). Dal punto di vista dell'alpinismo, la lista Messner è più impegnativa, in quanto la scalata del Puncak Jaya ha il carattere di una spedizione alpinistica, mentre l'ascesa del Kosciuszko è una facile escursione non alpinistica.
Patrick Morrow, un alpinista canadese, fu il primo a scalare le Sette vette utilizzando la "lista Messner", completando la serie raggiungendo la cima del Puncak Jaya il 7 maggio 1986. La lista Messner (o "Elbrus - Puncak Jaya") è la seguente:
- Aconcagua (America del Sud);
- Monte McKinley (America del Nord);
- Kilimangiaro (Africa);
- Elbrus (Europa);
- Vinson (Antartide);
- Puncak Jaya (Oceania);
- Everest (Asia).

Sempre nel 1986, Patrick Morrow fu seguito dallo stesso Messner, che concluse le Sette vette della serie da lui proposta (ne aveva già scalate sei negli anni precedenti) con l'ascesa al Massiccio Vinson, il 3 dicembre.
Nel 1986, inoltre, Reinhold Messner, completò con la stessa scalata al Vinson anche la conquista delle Sette vette della lista che comprende il Monte Bianco per l'Europa, risultando così il primo a scalare le Sette vette della lista "M. Bianco - Puncak Jaya":
- Aconcagua (America del Sud);
- Monte McKinley (America del Nord);
- Kilimangiaro (Africa);
- Monte Bianco (Europa);
- Vinson (Antartide);
- Puncak Jaya (Oceania);
- Everest (Asia).

Messner è stato anche il primo a scalare tutte le vette senza usare bombole di ossigeno.
Nel 1992 il tedesco Gerhard Schmatz conquistò le Sette vette, completando per secondo (dopo Messner) la serie che comprende per l'Europa il Monte Bianco e per l'Oceania il Puncak Jaya. Lo stesso alpinista, poi, realizzò l'ascesa delle Sette vette più alte delle sette isole più vaste della Terra.

### Primati particolari

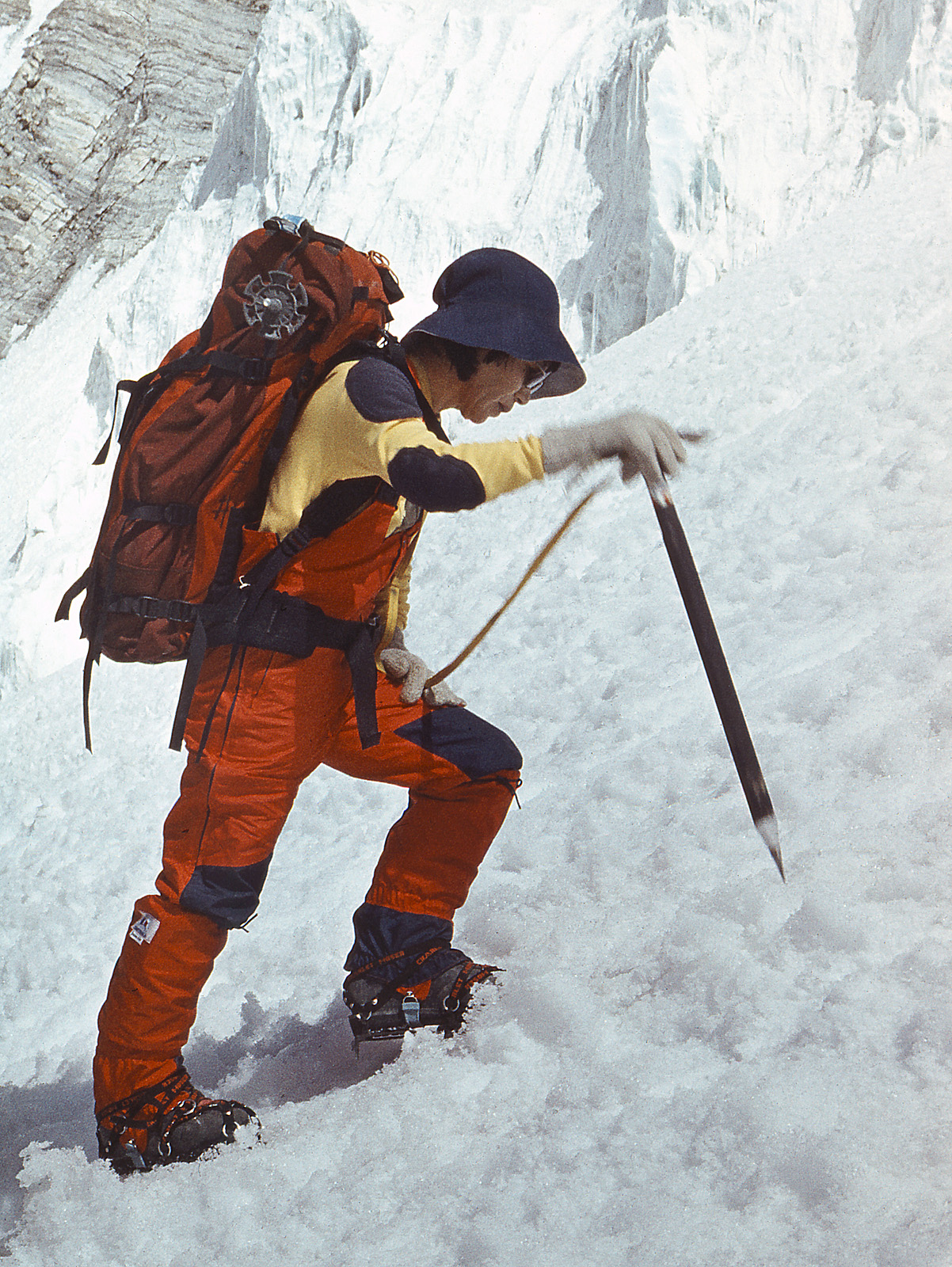
Junko Tabei

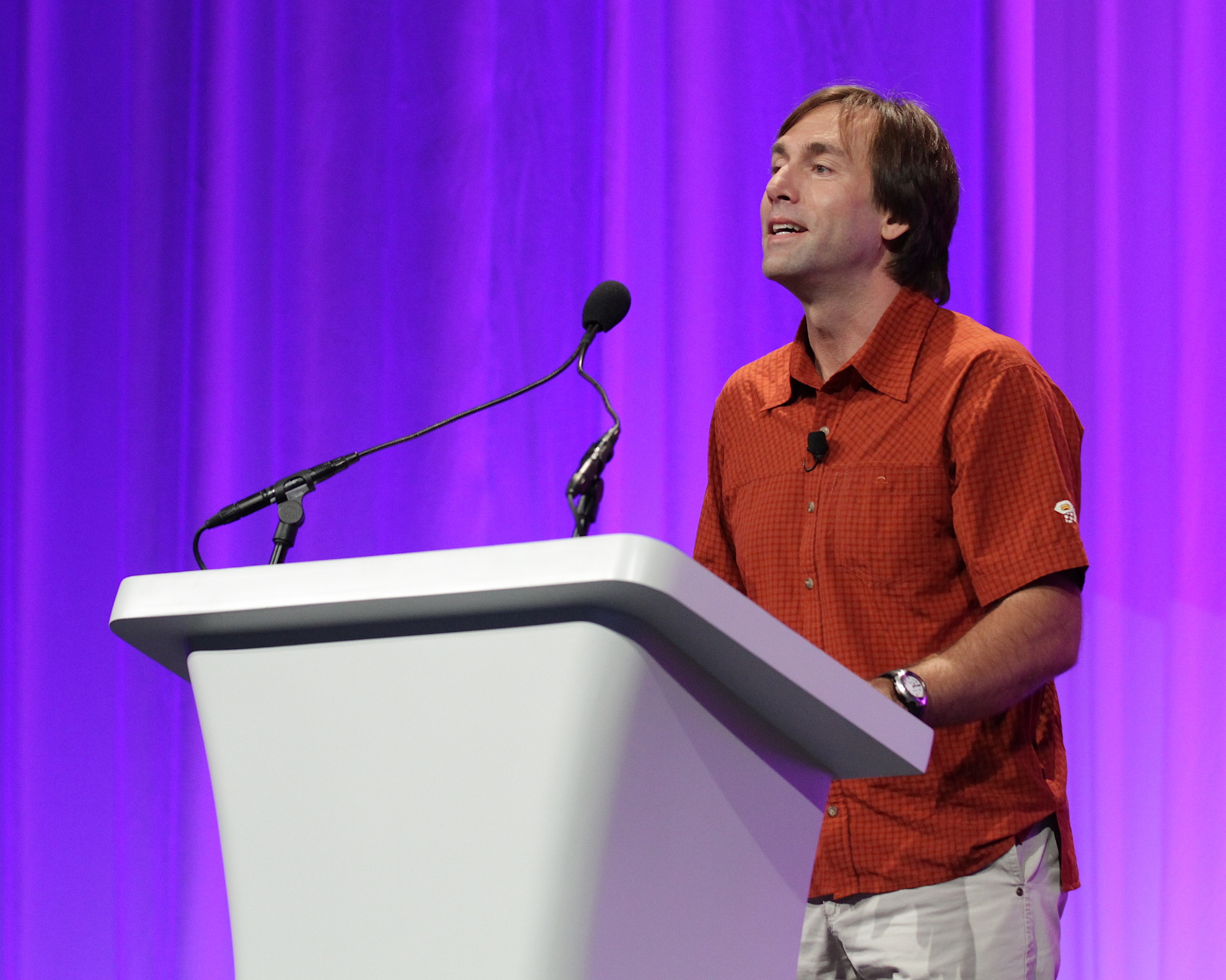
Erik Weihenmayer

La prima donna a riuscire nell'impresa fu Junko Tabei, che completò i Seven Summits il 28 luglio 1992. Per l'Oceania scalò il Puncak Jaya, per l'Europa il Monte Bianco. Nel 2007, Samantha Larson, statunitense di 18 anni, scalò le Sette vette, risultando così la più giovane a compiere l'impresa. Per l'Oceania scalò il Puncak Jaya, per l'Europa l'Elbrus.
Nel 2011 il primato della Larson fu superato dal britannico George Atkinson, che chiuse la serie delle Sette vette raggiungendo la cima dell'Everest il 27 maggio 2011, due giorni prima del suo diciassettesimo anno di età. Per l'Oceania scalò il Puncak Jaya, per l'Europa l'Elbrus. Nel 2011 il primato dell'alpinista più giovane ad aver scalato le Sette vette fu nuovamente battuto, dallo statunitense Jordan Romero, che a soli 15 anni completò l'impresa, con la scalata al Massiccio Vinson. Per l'Oceania scalò il Puncak Jaya, per l'Europa l'Elbrus.
Il più vecchio alpinista a scalare le Sette vette è stato lo spagnolo Carlos Soria Fontán, che ha terminato la lista di Messner nel 2010, scalando il Kilimangiaro a 71 anni. Aveva iniziato nel 1968, con l'ascesa dell'Elbrus. Nel 2002, Erik Weihenmayer è diventato il primo cieco a completare la lista di Bass. Nel 1990, Rob Hall e Gary Ball furono i primi a scalare le sette cime in sette mesi. Cominciarono con l'Everest il 10 maggio 1990 e completarono con il Vinson il 12 dicembre dello stesso anno. Per l'Oceania scalarono il Kosciuszko, per l'Europa l'Elbrus.
Nel 2000 il croato Stipe Božić completò la scalata a tutte le Sette vette di due serie diverse, scalando per l'Europa sia il Monte Bianco, sia l'Elbrus, e per l'Oceania il Kosciuszko. La sequenza delle sue salite fu: 
- Monte Bianco (1974),
- Monte Everest (1979 e 1989),
- Aconcagua,
- Monte McKinley,
- Kosciuszko,
- Kilimangiaro (tutti e quattro nel 1996),
- Monte Vinson (1997),
- Elbrus (2000).

Sino al marzo del 2007, quasi duecento alpinisti hanno scalato le Sette vette più alte di ogni continente, identificate secondo i vari criteri.

## Le "Seconde sette vette"
Nel 2003 Božić espresse il desiderio di scalare il Monte Tyree, la seconda montagna più alta dell'Antartide. Ciò lo renderebbe la prima persona al mondo a scalare le due vette più alte in ciascuno dei sette continenti, vale a dire a completare sia le "Sette vette" che le "Sette seconde vette".
L'altoatesino Hans Kammerlander nel 2012 è riuscito nell'intento di scalare le seconde sette vette più alte di ogni continente, impresa tecnicamente più difficile rispetto alle sette vette più alte. La lista scelta fu: 
- Asia: K2
- America meridionale: Ojos del Salado
- America settentrionale: Monte Logan
- Europa: Dych-Tau
- Africa: Monte Kenya
- Oceania: Puncak Trikora
- Antartide: Monte Tyree

## Le "Sette vette vulcaniche"
Analogamente alle Sette vette, nel mondo alpinistico si parla anche delle "Sette vette vulcaniche", per le quali esistono analoghe controversie di identificazione. L'Aconcagua e il Kilimangiaro fanno parte sia dell'elenco delle Sette vette, sia di quello delle Sette vette vulcaniche.
- Europa: Etna oppure Elbrus, a seconda della convenzione utilizzata sui confini orientali d'Europa
- Asia: Damavand
- Africa: Kilimangiaro
- America: Monte Nevados Ojos del Salado
  - America del Nord: Pico de Orizaba
  - America del Sud: Monte Nevados Ojos del Salado
- Oceania: Monte Giluwe
- Antartide: Monte Sidley

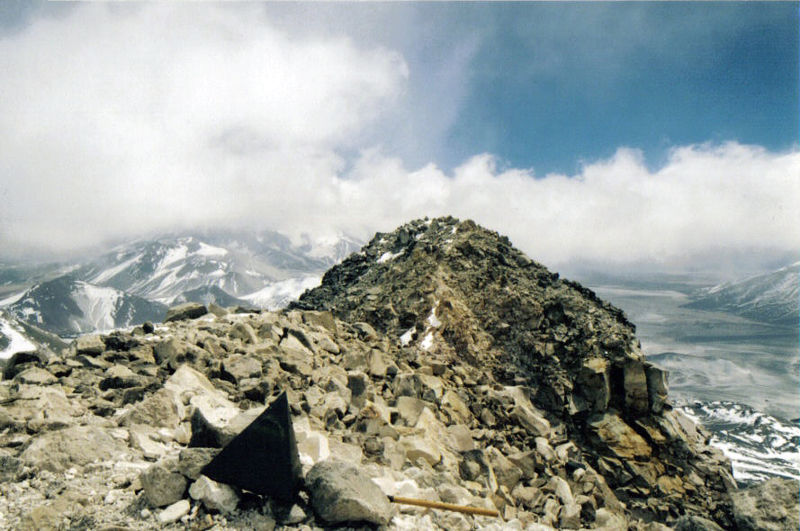
Monte Nevados Ojos del Salado
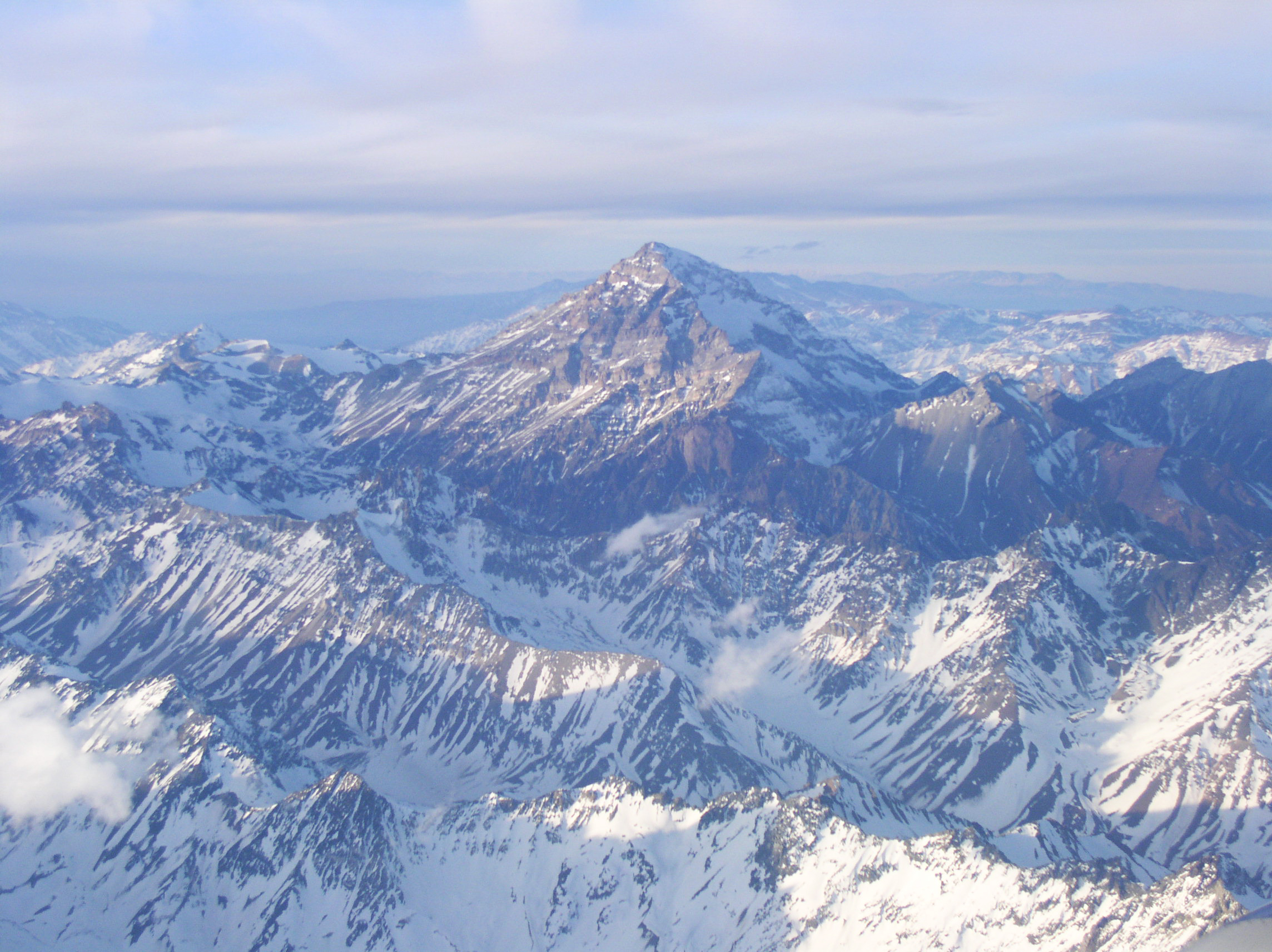
Aconcagua
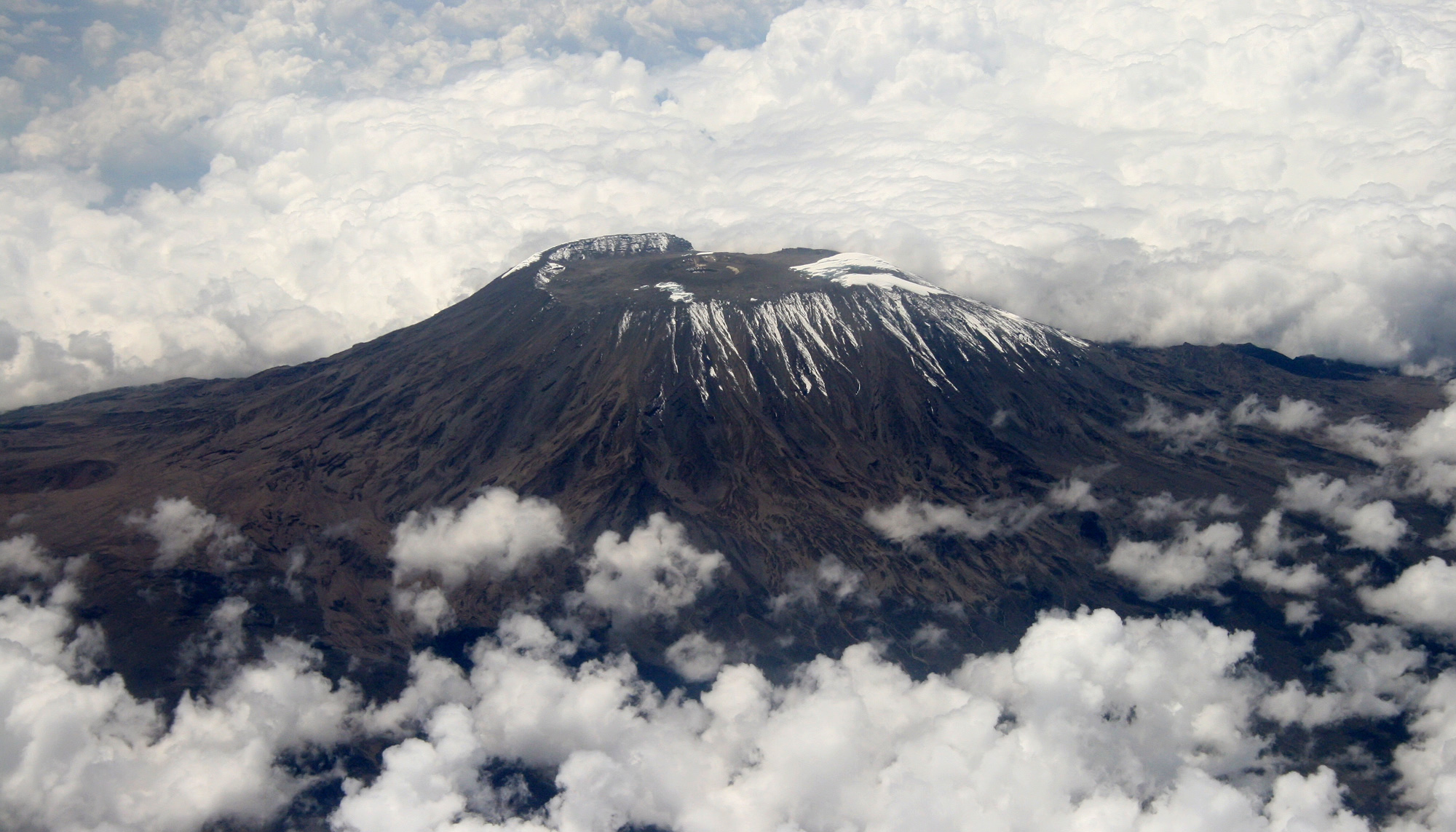
Kilimangiaro
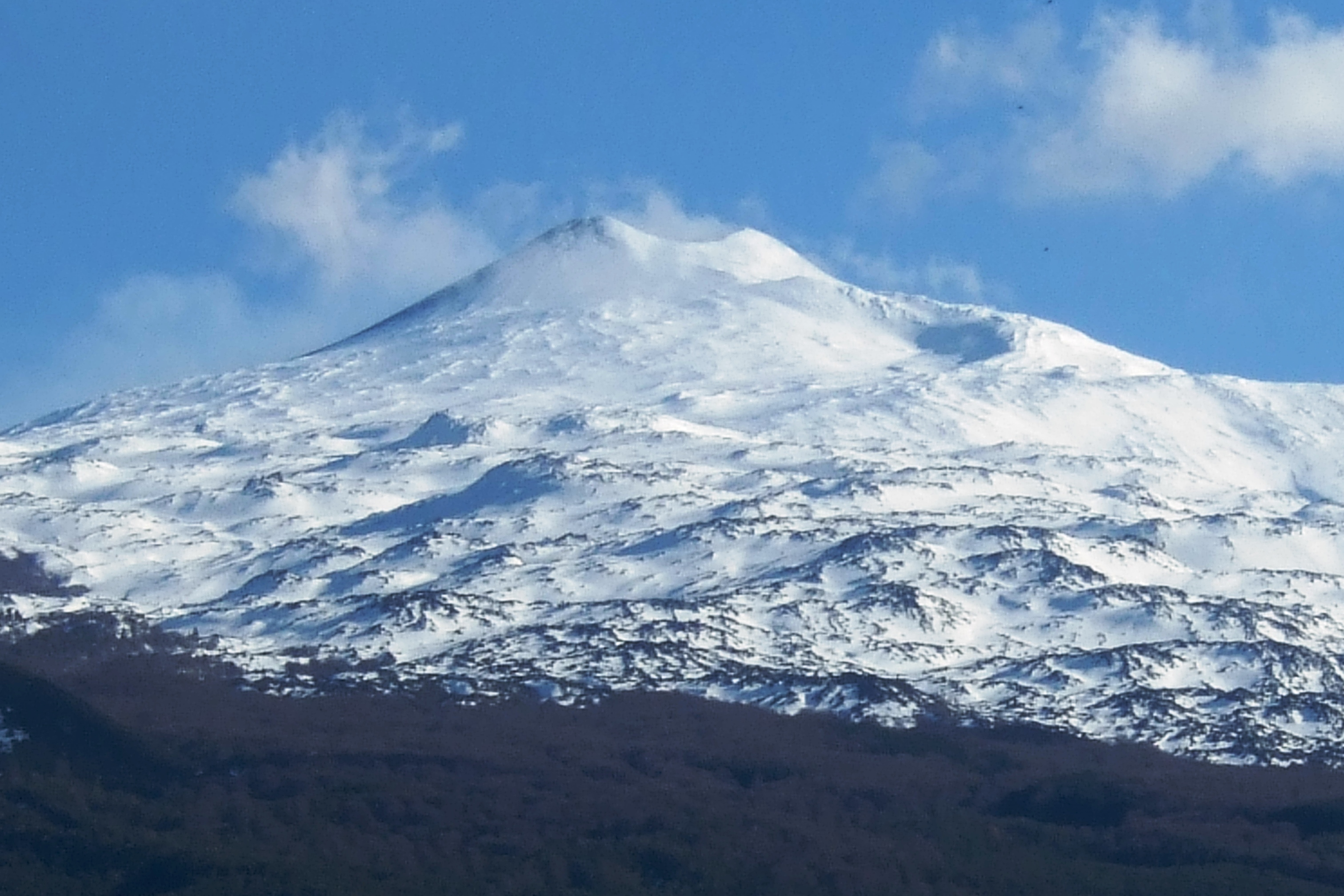
Etna
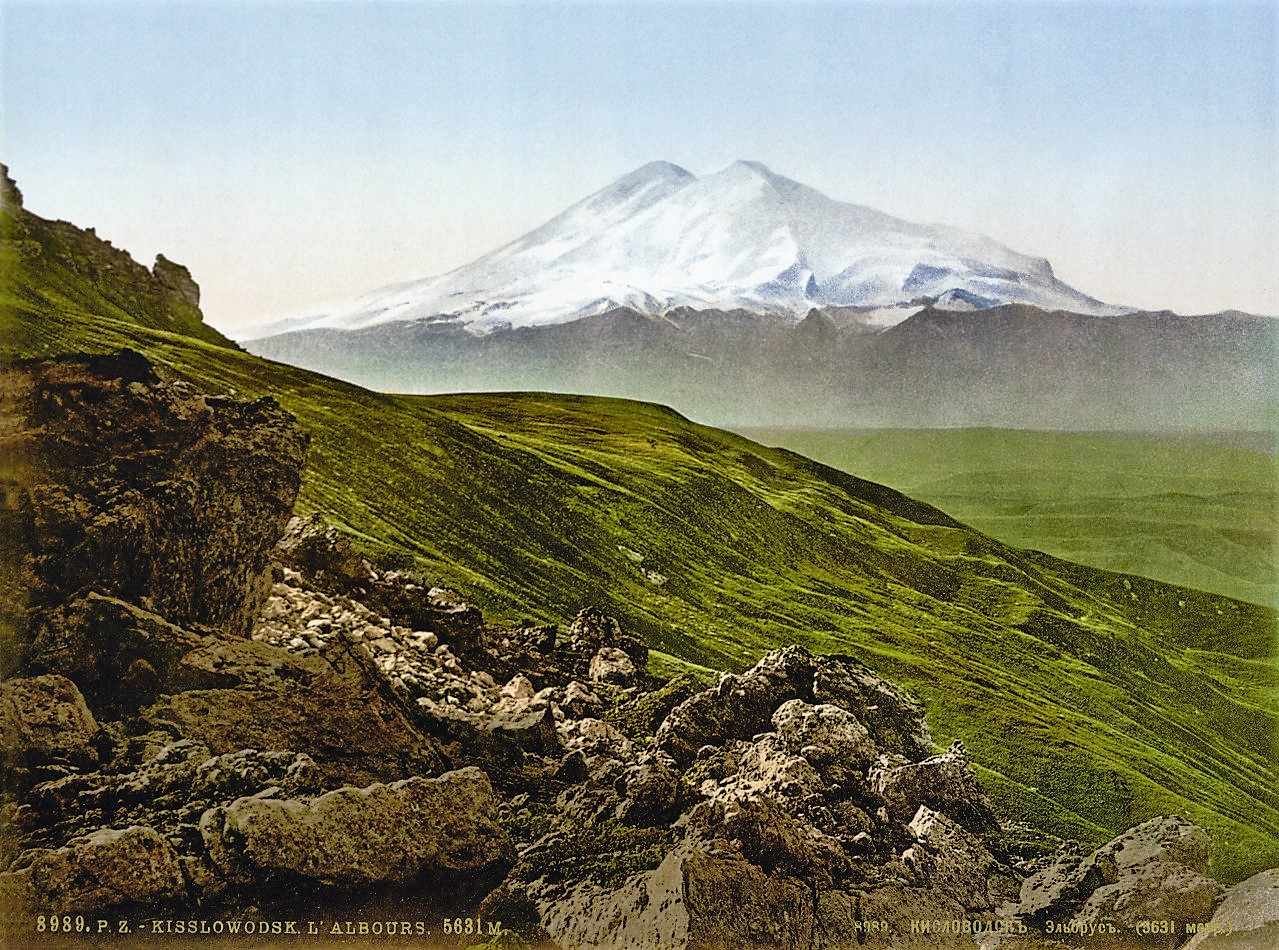
Monte Elbrus
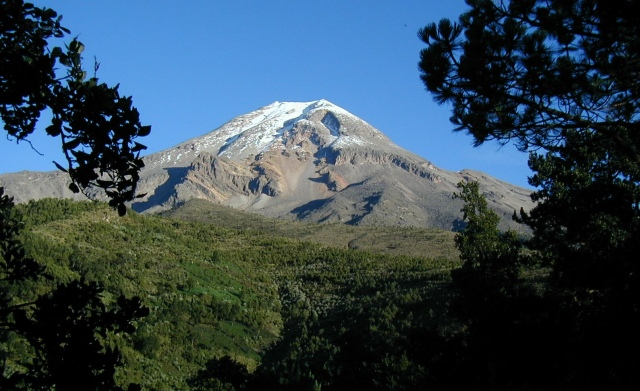
Pico de Orizaba
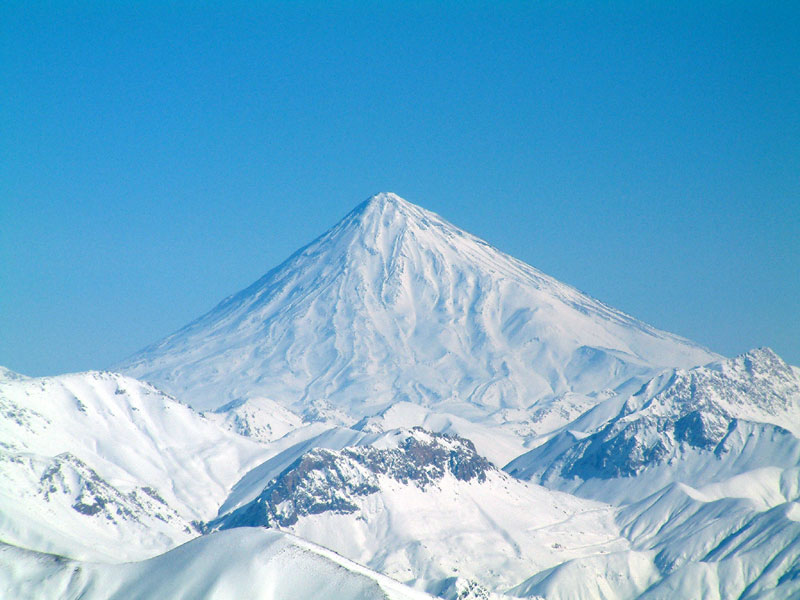
Damavand
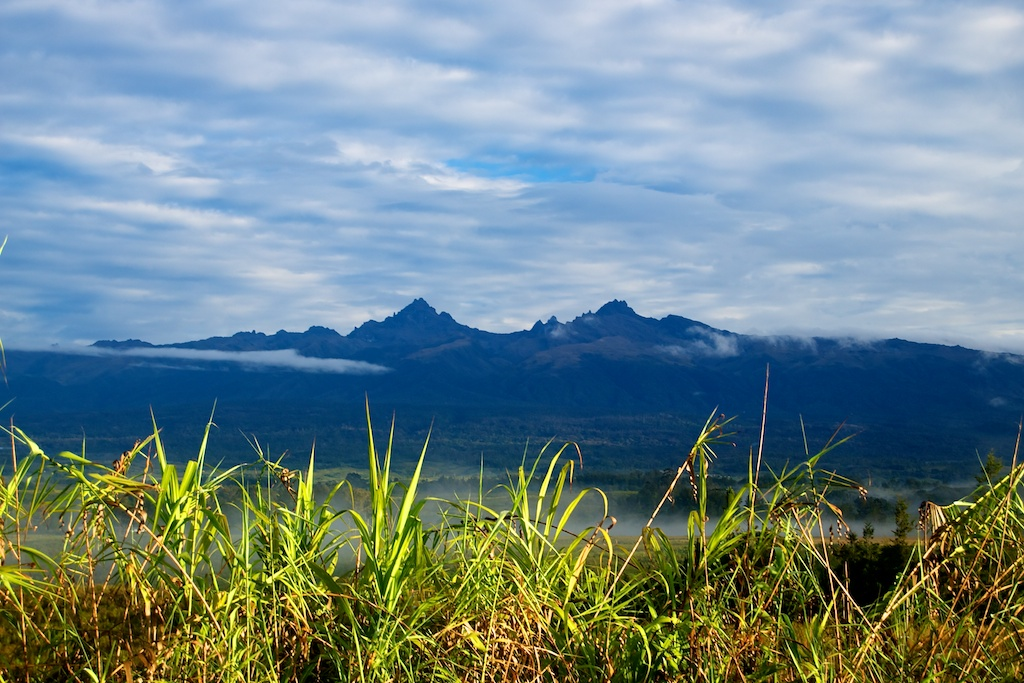
Monte Giluwe
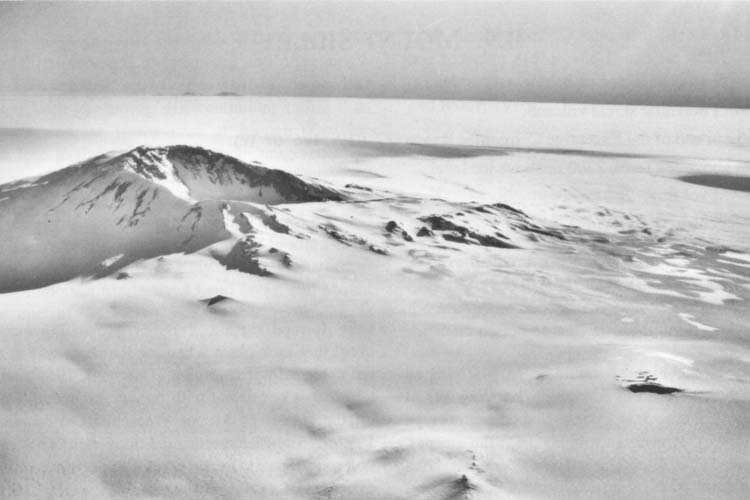
Monte Sidley